# Le Guru
Pour les articles homonymes, voir Guru et Gourou (homonymie).
Pour plus de détails, voir Fiche technique et Distribution.
Le Guru, également connu sous le titre Le Gourou (The Guru) est un drame psychédélique indo-américain réalisé par James Ivory et sorti en 1969.

## Synopsis
Une vedette du rock, Tom Pickle (Michael York), se rend en Inde pour apprendre à jouer du sitar avec le grand musicien Ustad Zafar Khan (comme l'a fait George Harrison lorsqu'il a étudié avec Ravi Shankar). Khan (Utpal Dutt) n'est pas satisfait de son disciple mais l'emmène tout de même à Bénarès pour rencontrer son propre gourou.

## Fiche technique
- Titre français : Le Guru ou Le Gourou[1]
- Titre original anglais : The Guru[2]
- Titre hindi : द गुरु
- Réalisation : James Ivory
- Scénario : James Ivory, Ruth Prawer Jhabvala
- Photographie : Subrata Mitra
- Montage : Prabhakar Supare
- Musique : Ustad Vilayat Khan
- Décors : Bansi Chandragupta et Didi Contractor
- Production : Ismail Merchant, James Ivory, Darryl F. Zanuck
- Studio de production : Merchant Ivory Productions
- Pays de production :  Inde -  États-Unis
- Langue originale : anglais américain
- Format : couleurs - Son mono - 35 mm
- Genre : drame psychédélique
- Durée : 112 minutes
- Dates de sortie :
  - États-Unis : 10 février 1969
  - France : 20 novembre 1974

## Distribution
- Rita Tushingham : Jenny
- Michael York : Tom Pickle
- Utpal Dutt : Ustad Zafar Khan
- Madhur Jaffrey : Begum Sahiba
- Barry Foster : Chris
- Aparna Sen : Ghazala
- Zohra Sehgal : Mastani
- Saeed Jaffrey : Murad

## Exploitation
Selon les archives de la Fox, le film avait besoin de 1 675 000 dollars de recettes de location pour atteindre le seuil de rentabilité. En décembre 1970, il n'avait rapporté que 625 000 dollars, ce qui a entraîné une perte pour le studio, ce qui équivaut à des recettes brutes au box-office estimées à environ 2 millions de dollars.